# Attentat du 6 mars 2020 à Kaboul
 (mars 2020).
L'attentat du 6 mars 2020 à Kaboul est un attentat survenu le 6 mars 2020 à Kaboul, en Afghanistan, visant un rassemblement politique. L'attentat fait 32 ou 70 morts et 81 blessés,,,,.

## Contexte
L'attentat survient alors qu'un accord entre les États-Unis et les talibans avait été signé le 29 février afin de permettre à l'armée américaine de se retirer de la guerre d'Afghanistan dans les 14 mois en échange de garanties sécuritaires des talibans.
En 2019, un attentat avait visé ce même rassemblement et avait provoqué la mort de 11 personnes.

## Déroulement
Deux terroristes ont ouvert le feu sur des civils participants à une cérémonie commémorant la mort d'Abdul Ali Mazari, un homme politique de la minorité hazara, depuis un chantier proche de l'événement. Les deux terroristes ont été abattus. L'attaque a lieu alors que de nombreux membres de l'élite politique afghane étaient présents, dont le chef de l’exécutif afghan Abdullah Abdullah.

## Bilan
Le porte-parole du ministère afghan de l'Intérieur (en) Nasrat Rahimi a déclaré que "vingt-neuf personnes, dont des femmes, ont été tuées et 61 blessées". Wahidullah Mayar, le porte-parole du ministère de la Santé (en), a quant à lui déclaré à l'AFP que l'attentat a fait « 32 morts, dont cinq femmes, et 58 blessés ».

## Responsabilité
L'attentat est rapidement revendiqué par l'État islamique dans les termes suivants : « Avec la grâce d'Allah Tout-Puissant, les frères (Ahmad al-Tajiki et Abdel-Rahman Al-Muhajir) — qu'Allah les accepte — ont pris pour cible un rassemblement de râfidhites polythéistes dans le sixième district de la ville de Kaboul, à l'aide d'armes automatiques, de grenades à main, de RPG et ont fait exploser deux engins explosifs sur eux, et des affrontements ont eu lieu pendant plusieurs heures avec des membres de la sécurité afghane (en), qui se sont précipités sur les lieux, ce qui a entraîné la mort et la blessure d'environ 150 apostats, et à Allah appartiennent la louange et la grâce ».
La province du Khorassan de l'État islamique publie une photographie des auteurs de l'attentat, dont un apparaît à visage découvert.

## Réactions
- Le président Ashraf Ghani a dénoncé « un crime contre l'humanité ».
- Le secrétaire général des Nations unies António Guterres a déclaré que « les attaques contre des civils sont inacceptables et ceux qui commettent de tels crimes doivent rendre des comptes ».
- Le chef de la diplomatie américaine Mike Pompeo a également condamné cette « attaque odieuse ». « Attaquer des innocents sans défense lors d'une commémoration est un signe de faiblesse, pas une démonstration de force ».